# Gian Piero Brunetta
Gian Piero Brunetta (Cesena, 20 de maig de 1942) és un crític de cinema, historiador i acadèmic italià. Ha estat professor titular d’Història i Crítica del Cinema a la Universitat de Pàdua, conegut per ser l’autor d’una important obra de quatre volums dedicada a la història del cinema italià (Storia del cinema italiano, Editori Riuniti).

## Biografia
Nascut de pares venecians desplaçats durant la Segona Guerra Mundial, es va graduar a la Universitat de Pàdua el 1966 amb una tesi sobre la formació de la teoria i la crítica del cinema a Itàlia als anys trenta i la gènesi de la idea del neorealisme. La seva formació està dirigida per mestres com Gianfranco Folena i Sergio Bettini: d’aquí els seus interessos semiòtics i lingüístics amb els de la narratologia i la història de l'art contemporani. A partir de la segona meitat dels anys setanta, la seva obra pren una dimensió històrica.
Ha dirigit diverses sèries de cinema i ha col·laborat amb el diari La Repubblica i amb nombroses revistes literàries i cinematogràfiques italianes i estrangeres.
Va col·laborar amb el director Gianfranco Mingozzi en els programes de televisió L'ultima diva: Francesca Bertini (1982) e Storie di cinema e di emigranti (1988), i va ser consultor de la pel·lícula Splendor (1988), d'Ettore Scola.
Ha estat comissari d'importants exposicions sobre art italià (Dipingere con la luce per a l'exposició del Palazzo Grassi; L'arte italiana, 1900-1945, el 1989), així com onze vídeos per a l'exposició La città del cinema de Cinecittà (1995).
Va concebre i editar l'emissió radiofònica Radiocelluloide i va concebre i dirigir l'exposició La guerra lontana (Museo della guerra, Rovereto, 1985).
El 1995 va ser nomenat comanador de la República italiana. El 16 de novembre de 2017 va rebre el premi "Antonio Feltrinelli" de l'Accademia dei Lincei. El 12 de juny de 2001 es va convertir en membre de l'Acadèmia de Ciències de Torí.

### Autor
- Umberto Barbaro e l'idea di neorealismo, Liviana, 1969.
- Forma e parola nel cinema, Liviana, 1970.
- Accostamento al cinema, Sagittaria, 1970.
- Hitchcock e l'universo della relatività, Deltatre, 1971.
- Intellettuali cinema e propaganda tra le due guerre, Pàtron, 1972.
- Nascita del racconto cinematografico, Patron, 1974.
- Cinema italiano tra le due guerre, Mursia, 1975.
- Miti modelli e organizzazione del consenso nel cinema fascista, Consorzio di pubblica lettura, 1976.
- Bolognini, Ministero degli Affari Esteri, 1977.
- Parabola del mito americano, Consorzio di pubblica lettura, 1978.
- Storia del cinema italiano, 1895-1945. vol. I, 1979.
- Roberto Rossellini, Ministero degli affari esteri, 1980.
- Cinema perduto, Milano, Feltrinelli, 1981.
- Storia del cinema italiano. Dal 1945 agli anni ottanta, Editori Riuniti, 1982.
- La guerra lontana, Rovereto, 1985.
- Buio in sala, Venezia, Marsilio Editori, 1989.
- Cent'anni di cinema italiano, Bari, Laterza, 1991.
- Storia del cinema italiano, II edizione. in IV volumi, Editori Riuniti, 1993.
- Spari nel buio, Venezia, Marsilio, 1994.
- Hitchcock, Venezia, Marsilio, 1995.
- Il viaggio dell'icononauta, Venezia, Marsilio, 1997.
- Gli intellettuali italiani e il cinema, Milano, Bruno Mondadori, 2004.
- Il cinema neorealista italiano, Bari, Editori Laterza, 2009.

### Curador
- Umberto Barbaro, Neorealismo e realismo, Editori Riuniti, 1976.
- Lotte Eisner, Lo schermo demoniaco, Editori Riuniti, 1983.
- Stanley Kubrick, Tempo spazio, storia e mondi possibili, Pratiche, 1984.
- Paolo e Vittorio Taviani, E.T.R., 1986.
- Akira Kurosawa, Le radici e i ponti 1987.
- Cinema & Film Voll. I-III, Curcio, 1987.
- La città che sale (con Antonio Costa), 1990.
- Hollywood in Europa (con David Ellwood), La casa Usher, 1991.
- L'oro d'Africa del cinema italiano (con Jean Gili), Materiali di lavoro, 1991.
- L'Italia al cinema (con Livio Fantina), Venezia, 1992.
- La città del cinema, I primi cent'anni del cinema italiano, Skira, 1995.
- Cinetesori della Biennale, Marsilio Editori, 1996.
- Identità italiana e identità europea nel cinema italiano dal 1945 al miracolo economico, Fondazione Agnelli, 1996.
- Storia del cinema mondiale (5 tomi, a cura di), Einaudi, 1999-2001.
- Dizionario dei registi del cinema mondiale (3 tomi, a cura di), Einaudi, 2005-2006.
- Il cinema italiano contemporaneo, Laterza, Bari, 2007.
- Il cinema italiano muto, Laterza, Bari, 2008.